# Торговка рибою з Ньюхейвена
Торговка рибою з Ньюхейвена (англ. A Newhaven Fishwife) - картина шотландського художника Александера Роше (1861 — 1921).

## Ньюхейвенські красуні
Fishwife — з англійської не обов'язково «дружина рибалки». Це могла бути і його сестра, і дочка, що торгувала рибою. Відомо, що торгували рибою і дружини рибалок в усіх прибережних містах.
Ньюхейвен — село поблизу Единбургу, де оселилися рибальські родини. Чоловіки ловили рибу, а жінки торгували нею. Ньюхейвен тепер частина столиці Шотландії, де створено заповідник. Але нещодавно він мав славу селища найпривабливіших жінок в Единбурзі. Зазвичай торговки рибою не відрізнялися чемною поведінкою, були галасливі і неввічливі. Адже мали продати рибу якомога скоріше, бо товар швидко псувався. Британські торговки рибою мали рішучий характер, смоктали люльки як курці-чоловіки, пили джин і так лаялися, що їх мова складала особисту мовну сторінку країни. Тип галасливої торговки був настільки характерним, що його виводили в тогочасних театральних виставах.
Це не стосувалось жінок з Ньюхейвена, що відрізнялися спокійним характером та зовнішньою привабливістю. Виробився навіть характерний одяг торговок з Ньюхейвена — синій плащ, характерні строкаті спідниці та накидки, плетений кошик з рибою за плечима, що носили особливим засобом.

## Опис твору

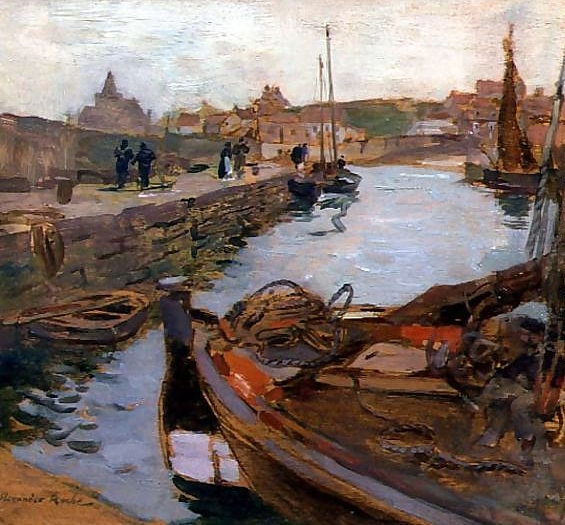
«Затока Сент-Монанс».

Александер Роше пройшов добру художню школу в Парижі, де художнім авторитетом для себе обрав художника демократичного спрямування Жюля Бастьєн-Лепажа (1848 — 1884). По поверненні у Шотландію мешкав переважно у Единбурзі, де міг бачити і жінок з рибальського Ньюхейвена. Вважають, що в період 1885—1887 років він створив більшість своїх найкращих пейзажів. В творчому доробку митця також портрети, побутовий жанр.

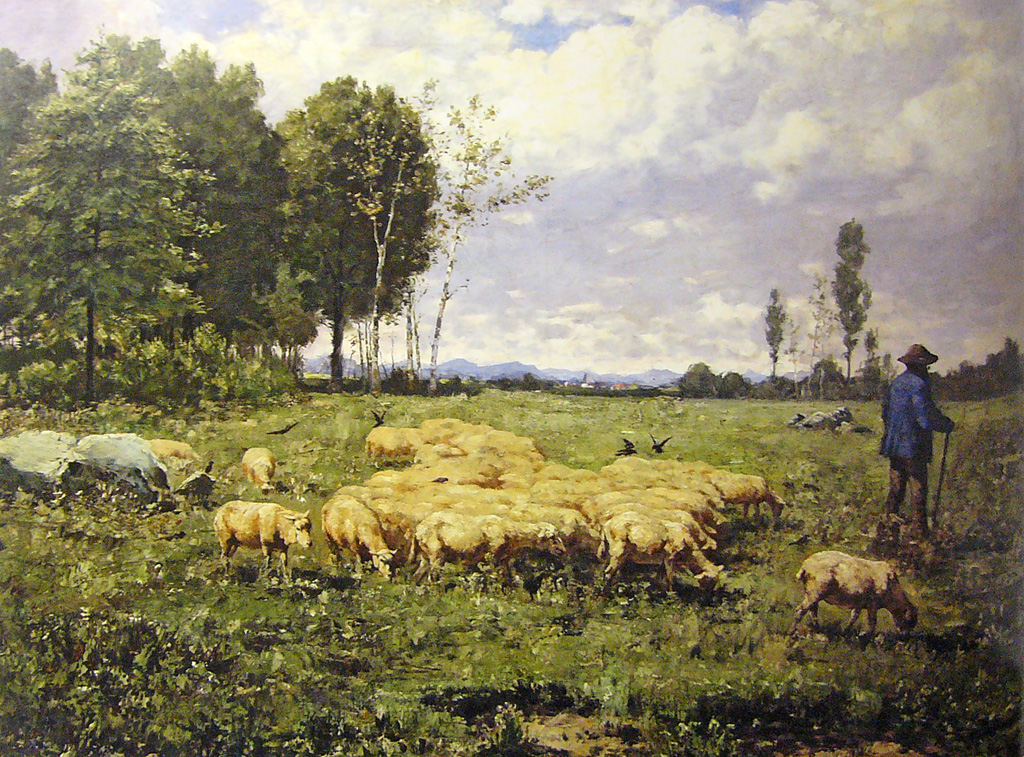
«Вівчар», 1886 рік.
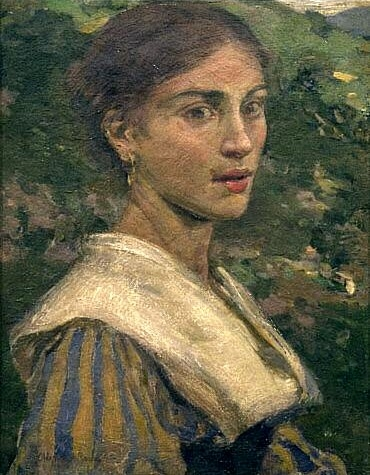
«Дівчина з Сабінян», 1894 рік
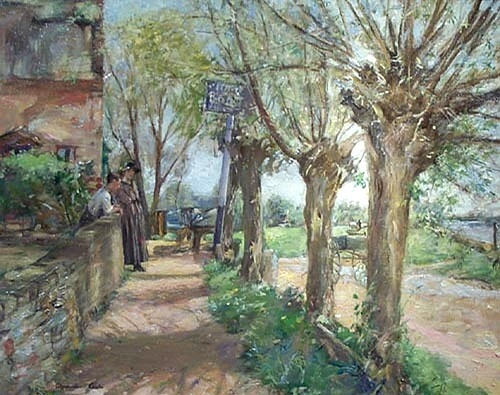
«Хантингдоншир», 1917 рік.
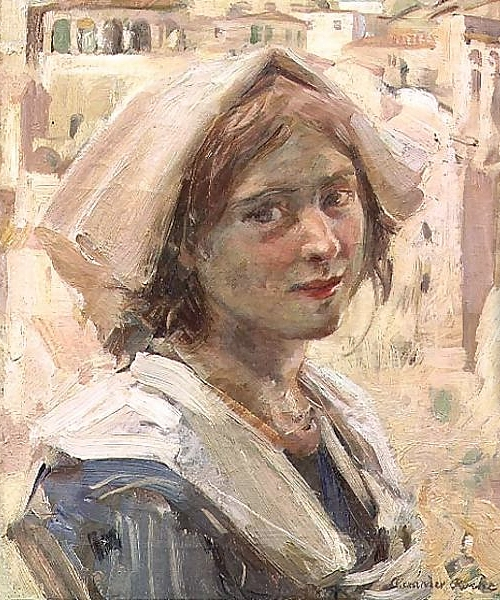
«Дівчинка-італійка»

Характерний тип ньюхейвенської красуні і створив шотландський художник Александер Роше. На полотні — приваблива молода особа з синім плащем та
плетеним кошиком за плечима, звідки видно хвіст і голову рибини. Вона наче зупинилася на мить, розглядаючи потенційного покупця. Роше подав молоду жінку, поряд з якою крутиться дівчисько та кіт, готовий поласувати рибкою. Строката накидка — єдина окраса туалету жінки, рум'яне обличчя якої свіже й привітне. Про ньюхевенку на картині Роше не скажеш, що вона гучно лається, смокче люльку як курці-чоловіки, п'є джин і здатна бути лише черговим галасливим, гумористичним персонажем театральної п'єси.